# Mina Gold 2
Mina Gold 2 è una raccolta della cantante italiana Mina, pubblicata in CD e Musicassetta nel 1999 dalla MBO.
Nel 2012, questa raccolta è stata rimossa dalla discografia sul sito ufficiale minamazzini.com.

## Descrizione
Tra le venti canzoni ci sono vari inediti, fra cui perle rare come: Eccomi e Mandalo giù, rispettivamente prima e ultima traccia del disco, è inedita anche la versione del brano Se telefonando.
Eccomi
Da non confondersi con l'omonima ben più famosa del '73, è un inedito molto raro composta da due degli autori favoriti di Mina, il paroliere Giorgio Calabrese, ed il musicista Carlo Alberto Rossi.
Se telefonando
Questa versione non è quella più conosciuta, ma la primissima registrazione con il testo leggermente diverso. Era la sigla del programma TV "Aria Condizionata".
Buon dì (Alone)
Cover di "Alone (Why Must I Be Alone)", una canzone che ebbe molto successo in U.S.A. eseguita dai Shepherd Sisters ed in Inghilterra cantata da Petula Clark, inizialmente fu incisa in Italiano da Betty Curtis e poco dopo anche da Mina.
La notte
Il brano è quello del 1960, lato B del 45 giri Il cielo in una stanza composto dal maestro Gianfranco Reverberi. Un'altra canzone con lo stesso titolo, cover di La nuit celebre successo di Adamo degli anni '60, sia in francese che in italiano, si trova nell'album Lochness del 1993.
Non partir
Lato "B" di Malatia questo 45 giri è in assoluto il primo in cui appare il nome "Mina" dopo varie pubblicazioni come "Baby Gate".
Mandalo giù-L'elisir tirati su
Brano tratto dal film Per amore... per magia... un musicarello del '67 cantata da Mina in una scena in cui propone a Gianni Morandi un filtro d'amore, edito qui per la primissima volta direttamente dalla colonna sonora.

## Tracce
1. Eccomi - 2:31 - (inedito su album) (Giorgio Calabrese-Carlo Alberto Rossi) (1967)
2. Nel fondo del mio cuore (En un rincòn del alma)  - 2:41 - Tratta da 4 anni di successi (1967).
3. Tu non credi più - 3:10 - Tratta da Sabato sera - Studio Uno '67 (1967).
4. Se telefonando - 2:59 - (versione inedita) (Maurizio Costanzo-Ghigo De Chiara-Ennio Morricone) (1967)
5. Quando vedrò - 3:30 - Tratta da Sabato sera - Studio Uno '67 (1967).
6. So che mi vuoi (It's for you) - 2:12 - Tratta da Studio Uno (1965).
7. Se piangi se ridi - 2:32 - Tratta da Studio Uno (1965).
8. E se domani - 3:07 - Tratta da Mina (1964).
9. Un buco nella sabbia - 2:24 - Tratta da Studio Uno (album) (1964).
10. Buon dì (Alone) - 1:40 - (inedito su album) (Selma Craft-Morton Craft-Nisa(Nicola Salerno)) (1967)
11. Prendi una matita - 2:22 - Tratta da Due note (1961).
12. Due note - 3:33 - Tratta da Due note (1961).
13. 'Na sera 'e maggio - 3:16 - Tratta da Due note (1961).
14. La notte - 2:30 - (inedito su album) (Franco Franchi-Gianfranco Reverberi) (1960)
15. È vero - 3:01 - Tratta da Tintarella di luna (1960).
16. Folle banderuola - 2:19 - Tratta da Tintarella di luna (1960).
17. Summertime - 3:55  - Tratta da Moliendo café (1962).
18. Non partir - 2:06 - (inedito su album) (Giovanni D'Anzi-Alfredo Bracchi) (1958)
19. Malatia - 2:55 - Tratta da Mina canta Napoli (1966).
20. Mandalo giù-L'elisir tirati su - 1:26 - (inedito su album) (Franco Migliacci-Bruno Zambrini-Luis Bacalov) (1967)

## Versioni tracce
- Se telefonando:

versione èdita, vedi Studio Uno 66